# محمية نيوشتيتر مور
محمية نيوشتيتر مور بولاية ساكسونيا السفلى معروفة بالكثير من المساحات المفتوحة والشاسعة ذات المناظر الخلابة.
وقد ساهم رعي الأغنام في المستنقعات الطبيعية حيث تعيش منذ قرون في الحفاظ عليها، كما باتت تشكل جزء من خطة المحافظة على الحياة البرية في المحمية. ويقدم طريق مورباد الذي يشق المحمية، فرصة جيدة لهواة التنزه لمعرفة ورؤية المناظر الطبيعية الاسثتنائية بأدق التفاصيل والاستمتاع بجمالها.

## مميزات المحمية

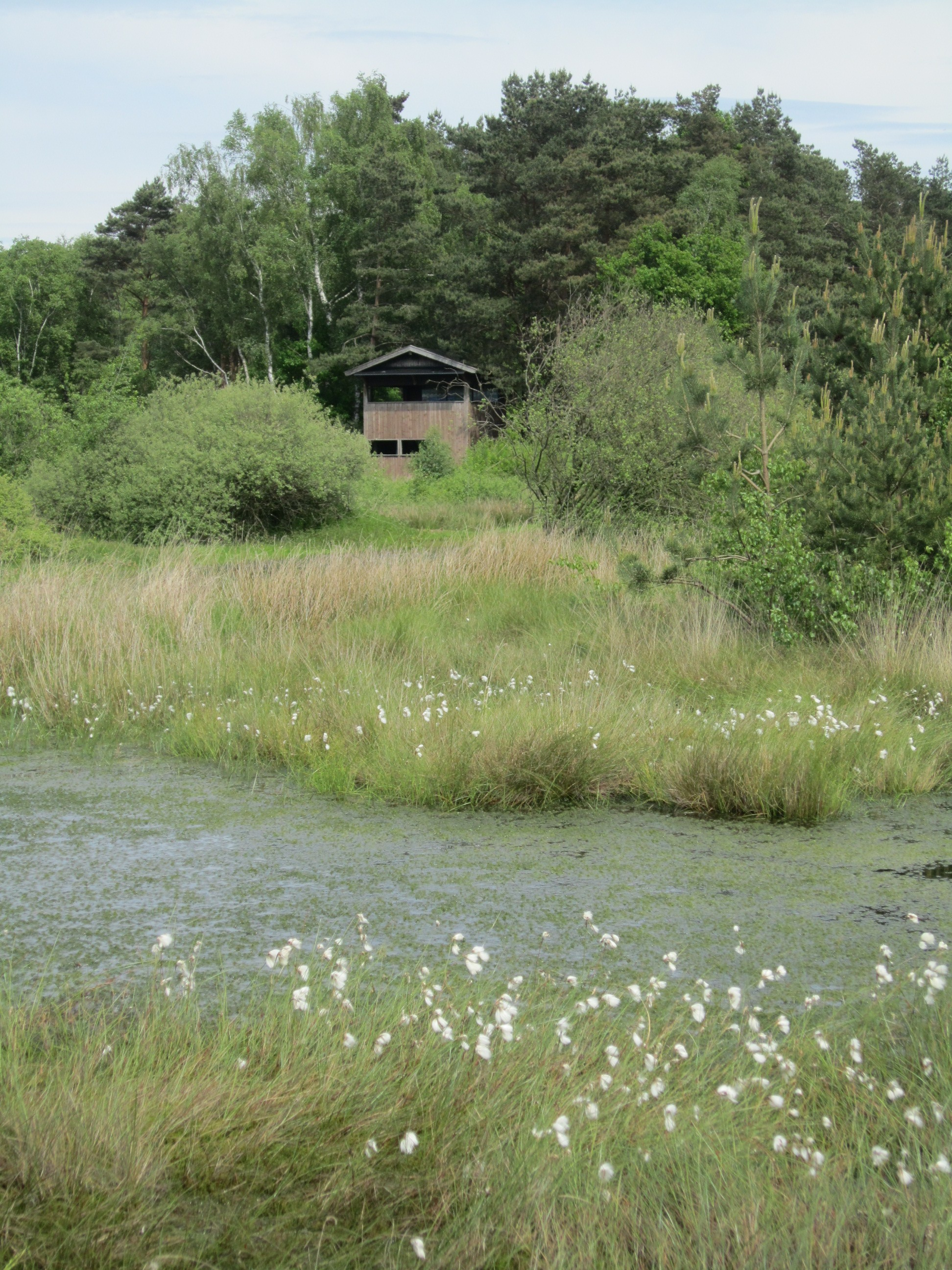
صورة للأراضي العشبية

تتميز محمية نيوشتيتر مور بالأراضي العشبية الواسعة ، والمزروعة في الغالب على نطاق واسع والتي أعيد ترتيبها في مواقع المستنقعات السابقة في أقصى غرب المنطقة.

## الحيوانات والنباتات
محمية نيوشتيتر مور الطبيعية تعد موطنًا للعديد من أنواع الحيوانات والنباتات المهددة بالانقراض. الأفعى الملساء وضفدع المستنقعات وضفدع ناتيرجاك بالإضافة إلى أنواع الحشرات مثل الطحالب الطنانة التي يمكن العثور عليها في المنطقة.

## وصلات خارجية
- - بوابة ألمانيا العصرية المتعددة اللغات (موقع حكومي)